# ショプロン

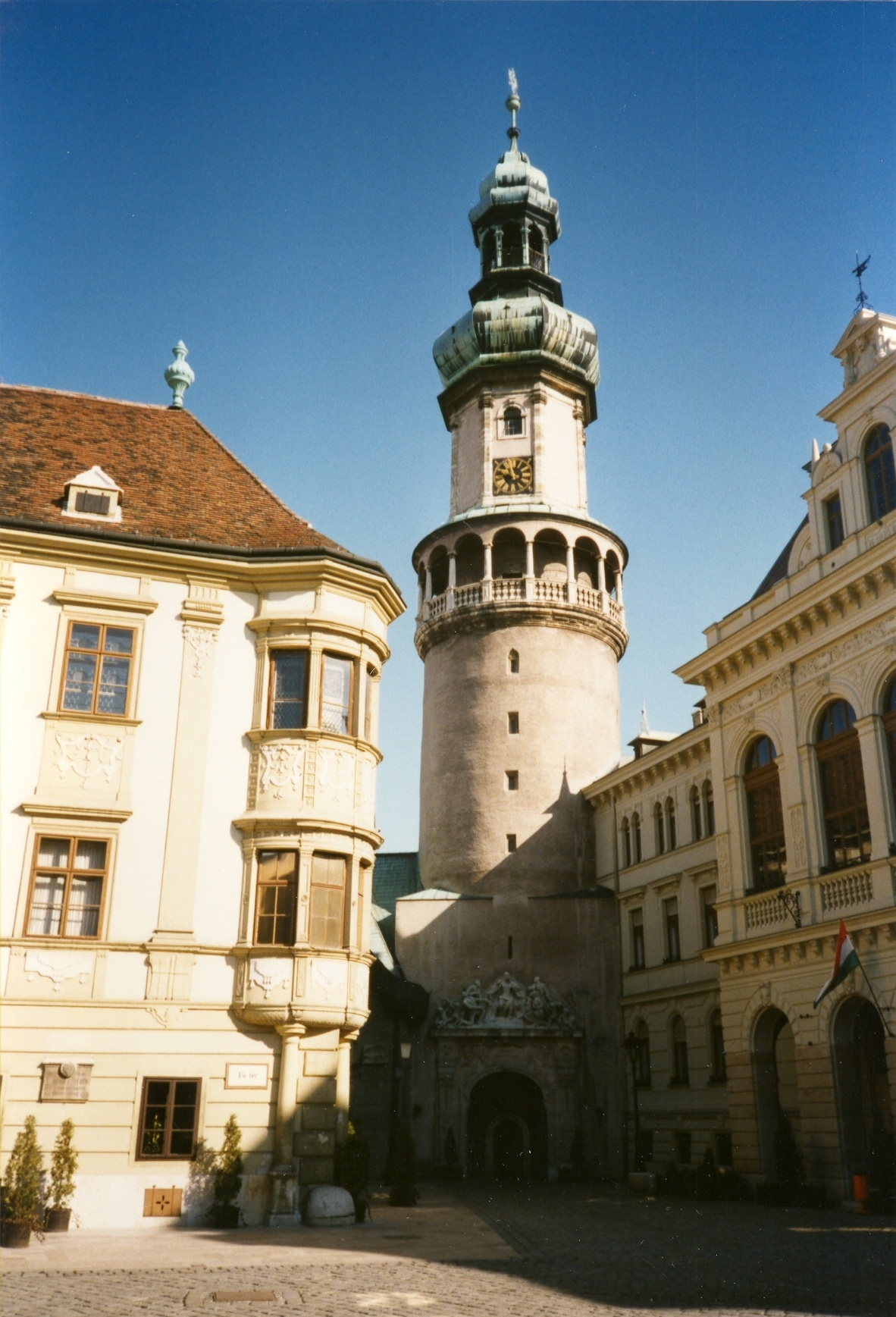
火の見塔

ショプロン（ハンガリー語: Sopron, ドイツ語: Ödenburg, ラテン語: Scarbantia）は、ハンガリーのジェール・モション・ショプロン県にある町。ハンガリーの北西端に位置し、オーストリア領ブルゲンラント州に接している。ドイツ語名はエーデンブルク。ハンガリー王国時代はショプロン県の県都。町の東に中欧で2番目に大きいステップ湖であるノイジードル湖が位置する。

## 歴史

### 古代・中世
ローマ帝国時代にはすでに町が存在しており、スカルバンティア Scarbantia という名称であった。ローマ帝国時代の広場は、現在の市中心部の広場へと継承されている。民族移動時代には一時、廃墟となったと考えられている。ハンガリー領となり、9世紀から11世紀にかけてローマ帝国時代の城壁を修復し、シュプルン(Suprun)の名称であった。
1273年にボヘミア王・オタカル2世が町を支配し町の子供たちを人質として連行していったが、ハンガリーのラースロー4世が到着したとき、町はハンガリーに忠誠を誓いハンガリー軍を受け入れた。
16世紀にハンガリーの大部分はオスマン帝国領となったが、町はオスマン帝国領とはならなかった。そのため、オスマン帝国領から移住してきた人々により町は拡大した。1676年に町は大火に見舞われたが、その後復興に際してはバロック様式建造物が多く建造された。

### 近世以降
近世ではオーストリア＝ハンガリー帝国のハンガリー王国領であったが、第一次世界大戦後のサン＝ジェルマン条約およびトリアノン条約により、町の帰属は住民投票で決められることとなった。1921年12月14日に行われた住民投票において65%がハンガリーに投票した。これによりハンガリー領となり投票日の12月14日は町の記念日となった。なお、この住民投票の対象となった地域は、ショプロン周辺を除いて新生オーストリア共和国への帰属を選択したため、同地域はハンガリーから飛び抜けてオーストリアに食い込むような形となった。
第二次世界大戦中は収容所が町に設置されている。1945年4月1日にはソ連赤軍の侵攻を受けた。冷戦中は東西陣営の境界の町であった。1989年には冷戦終結の一つのきっかけとなる汎ヨーロッパ・ピクニックがこの町で起きた。200名以上の東ドイツ市民がここより西側へ亡命した。
現在のショプロンはワインの生産地として栄えている。古い町並みが残ることから多くの観光客も受け入れている。また、16世紀以来のユダヤ人コミュニティがあったために、旧市街には古いシナゴーグなどが残されている。

### ピクニック大会
1989年8月、旧東ドイツ国民が『ピクニック』と称して隣国のオーストリアに大量越境した。当時東ドイツから同じ東側陣営のハンガリーへの旅行は許されていた。旧西ドイツ国民は、チェコスロバキアを経由してハンガリーとオーストリアとの国境であるショプロンに東ドイツ市民を集めて、中立国オーストリア経由で西ドイツへ脱出させた。一部人々は切断した鉄条網を持って越境した。
ピクニックを装った亡命に手を焼いた東ドイツは、市民たちの不満を和らげるため、その後西ドイツへの旅行を認めることになった。11月9日、東ドイツ当局の記者会見で、西側への旅行は認めるが許可が必要と発表。それを西ドイツのテレビ局が東側が国境を開放したと伝え、その情報が一気に流された。東ベルリン市民は西側のテレビを見ていたからである。そして騒ぎが始まった。
テレビを見て真に受けた東ベルリン市民が、東西ベルリンの検問所に続々と集結し始めた。警備兵は何も知らされていないので止めようが無く、群衆事故を防ぐ為なし崩し的にゲートを解放した。これを受けて東ベルリン市民は西ベルリンになだれ込み、ベルリンの壁は崩壊した。東西冷戦終結上、特記される都市である。

## 区
- バルフ Balf/Wolfs (998人) - 南東端。フェルテー湖を抱え、隣町のフェルテーラーコシュから入れるハーバーがある
  - バルフフュルデー Balffürdő/Wolfsbad
- ブレンベルクバーニャ Brennbergbánya/Brennberg (604人) - 西部の鉱山
- エルデイイシュコラ Erdeiiskola (141人) - 西隣
- ゲルベハロム Görbehalom/Bodenriegel (204人) - 西部
- オーヘルメシュ Óhermes (26人) - 西端
  - オーヘルメシュアクナ Óhermesakna
  - ウーイヘルメシュ Újhermes
- ショプロンケーヒダ Sopronkőhida/Stein am Brückl (1312人) - 北端
- トーマロム Tómalom/Teichmühle (467人) - 北部
- ウーイヘルメシュ Újhermes (118人)

## 建築物
- 西ハンガリー大学

## 有名な出身者、ゆかりの人物
- シュティングル・ヴィンツェ・フェレンツ Stingl Vince Ferenc - ヘレンド創業者。ショプロン出身
- トート・ミハーイ Mihály Tóth - サッカー選手
- ベネデク・ラヨシュ - 軍人
- ルートヴィヒ・フォン・ベネデク Ludwig von Benedek - 軍人
- マチェイ・カミェンスキ Maciej Kamieński - ポーランド人の作曲家
- マーレル・マルギット - 心理学者
- フランツ・リスト - ピアニスト、作曲家
- オットー・フェルディナンド・フォン・トラウン - 貴族

## 姉妹都市
| - ケンプテン・イム・アルゴイ, ドイツ - セイナヨキ, フィンランド - バート・ヴィンプフェン, ドイツ - 鹿角市, 日本 | - ボルツァーノ, イタリア - メディアシュ, ルーマニア - ロルシャハ, スイス |